# Sund-Vårdö församling

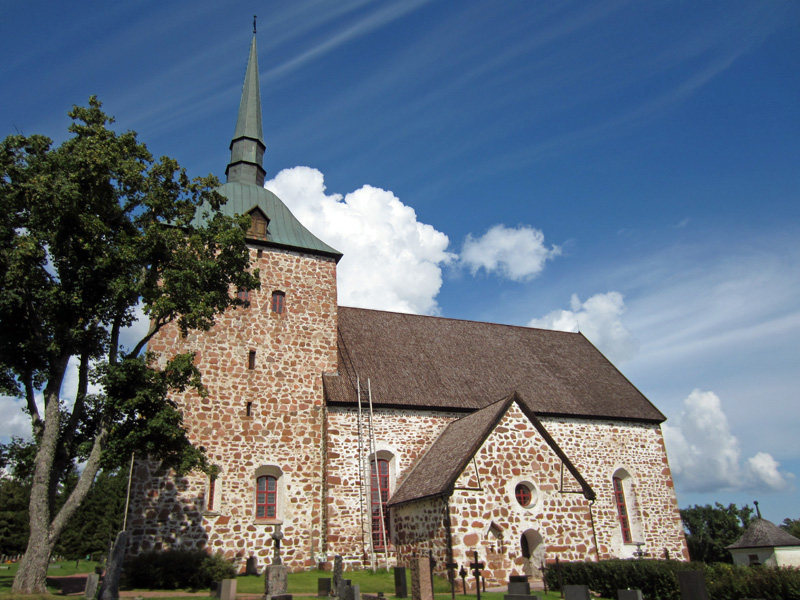
Sunds kyrka, Ålands största stenkyrka

Sund-Vårdö församling var en församling i Ålands prosteri inom Borgå stift i Evangelisk-lutherska kyrkan i Finland. Till församlingen hörde 1 119 kyrkomedlemmar (08/2018), bosatta i kommunerna Sund och Vårdö.
Församlingen tillkom 1985 genom en sammanslagning av församlingarna Sund och Vårdö. Den upphörde den 1 januari 2022 och slogs samman med Finström-Geta församling till Norra Ålands församling.
Församlingen hade två kyrkor, Sunds kyrka och Vårdö kyrka, bägge av medeltida ursprung.
Kyrkoherde i Sund-Vårdö församling var 2017 Outi Laukkanen.